# ماتیاس هرمان
ماتیاس هرمان (آلمانی: Mathias Herrmann؛ زادهٔ ۱۶ ژوئیهٔ ۱۹۶۲) یک هنرپیشه اهل آلمان است.
از فیلم‌ها یا برنامه‌های تلویزیونی که وی در آن نقش داشته است می‌توان به جان رابه اشاره کرد.